# Le Jugement de Pâris (Cranach, 1508)
Pour les articles homonymes, voir Le Jugement de Pâris.
Le Jugement de Pâris est une gravure sur bois réalisée en 1508 par l'artiste de la Renaissance allemande Lucas Cranach l'Ancien (1472-1553).

## Analyse
Ce grand bois résume très bien la complexité du rapport de l'artiste à Albrecht Dürer. Il combine plusieurs de ses modèles : les femmes nues sous différents angles évoquent Les Quatre Sorcières, le cheval vu de dos son Grand cheval, son chien allongé au premier plan l'un des lévriers de son Saint Eustache.
Les motifs de Cranach et de Dürer appartiennent toutefois à deux univers différents. Chez Cranach, les corps féminins s'arrondissent, le cheval devient impétueux et adresse au spectateur un regard presque menaçant tandis que le chien parait s'amuser de la scène à laquelle il assiste.
Le cheval pourrait être l'une des sources du cheval du Palefrenier ensorcelé de Hans Baldung (vers 1534).